# Killer (jeu de dés)
Pour les articles homonymes, voir Killer.
Vous pouvez aider à l'améliorer ou bien discuter des problèmes sur sa page de discussion.
- Il ne cite pas suffisamment ses sources. Vous pouvez indiquer les passages à sourcer avec {{référence nécessaire}} ou {{Référence souhaitée}}, et inclure les références utiles en les liant aux notes de bas de page. (Marqué depuis avril 2021)

- Archive Wikiwix
- Bing
- Cairn
- DuckDuckGo
- E. Universalis
- Gallica
- Google
- G. Books
- G. News
- G. Scholar
- Persée
- Qwant
- (zh) Baidu
- (ru) Yandex
- (wd) trouver des œuvres sur Wikidata

Le Killer est un jeu de dés. Il se joue avec cinq dés* et deux joueurs minimum.
*voir section Variantes

## Règles
Le but du jeu est d'éliminer ses adversaires en leur faisant perdre leurs PDV (Points De Vie) grâce à des attaques que l'on effectue avec les dés.

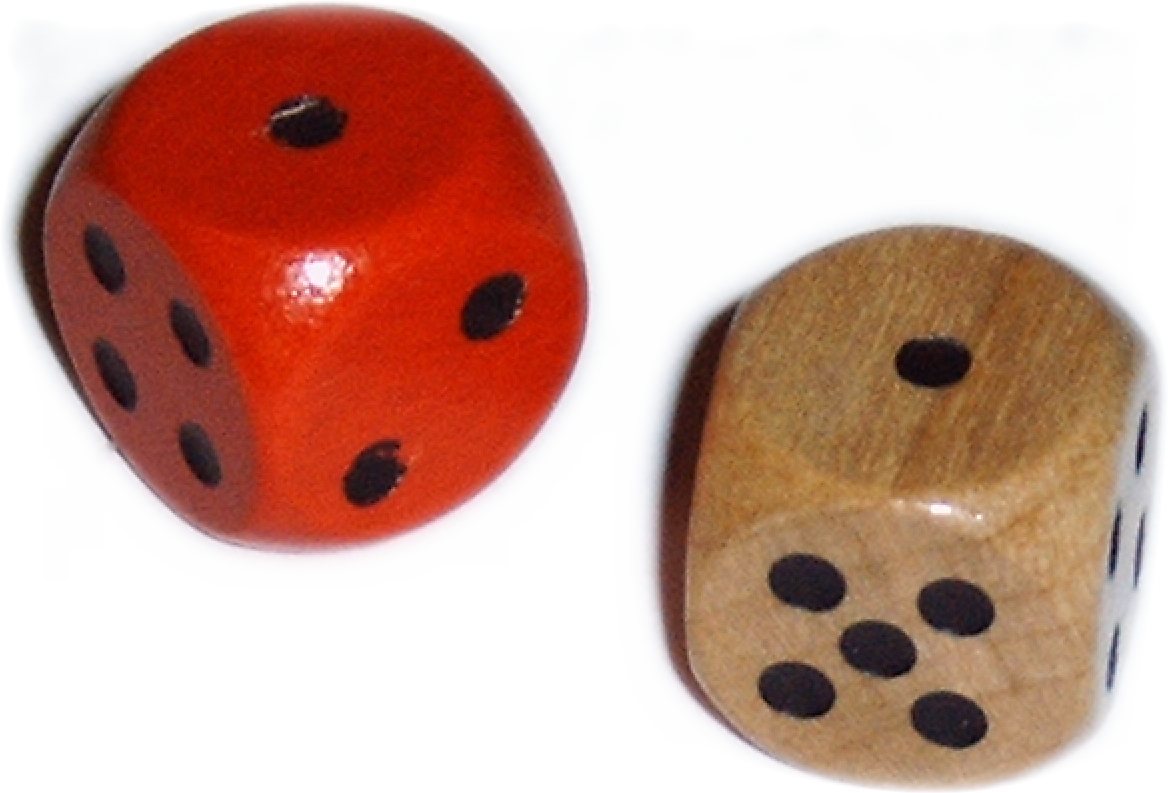
Les dés

Le tour de jeu comporte deux phases :
- essayer d'obtenir une attaque
- attaquer (si on a réussi à obtenir une attaque)

### Obtenir une attaque
Pour obtenir une attaque, il faut faire moins de 11 ou plus de 24 avec les cinq dés.
Les dés peuvent ête relancés autant de fois que possible en gardant au minimum un dé à chaque lancer. Il ne sera donc possible que de faire cinq lancers (un lancer de 5 dés, puis 4, 3, 2 et 1 dé)
- Si on parvient à faire plus de 24 ou moins de 11, on obtient une attaque ayant comme valeur la différence entre le jet de dés obtenus et le chiffre visé (11 ou 24).

Les attaques ont donc des valeurs entre 1 et 6.
Exemple 1 : après avoir fait ses lancers de dés, le joueur obtient un 5, deux 6 et deux 4, soit un score de 25.
Il a donc une « attaque aux 1 » (25-24=1).
Exemple 2 : après avoir fait ses lancers de dés, le joueur obtient deux 2 et trois 1, soit un score de 7.
Il a donc une « attaque aux 4 » (11-7=4).
- Si le joueur fait exactement 24 ou 11, il obtient le droit de se régénérer. Il rejette alors un dé et il gagne autant de PDV qu'indiqué par la valeur du dé.

- Si le joueur fait entre 24 et 11, il rate l'attaque et perd autant de PDV que la différence avec le chiffre visé le plus près (11 ou 24).

Exemple 1 : après avoir fait ses lancers de dés, le joueur obtient un 5, un 6 et trois 4, soit un score de 23.
Il perd donc 1 PDV (24-23=1).
Exemple 2 : après avoir fait ses lancers de dés, le joueur obtient un 4, un 3 et trois 2, soit un score de 13.
Il perd donc 2 PDV (13-11=2).
Synthèse des actions possibles face au score obtenu :
- Si le score obtenu est entre les valeurs 5 et 10, il est possible de faire respectivement une attaque de 6 à 1. Inversement, si le score obtenu est entre les valeurs 25 et 30, alors il est possible de faire respectivement une attaque de 1 à 6.
- Si le score obtenu est 11 ou 24, régénération.
- Si le score obtenu est entre les valeurs 12 et 17, les PDV croissent respectivement de 1 à 6 ; si le score obtenu est entre les valeurs 18 et 23, les PDV décroissent respectivement de 6 à 1.

### Attaquer
Si un joueur réussit à obtenir une attaque, il va pouvoir choisir un adversaire à attaquer pour tenter de lui faire perdre des PDV. Il doit impérativement annoncer quel adversaire il attaque, sinon, l'attaque se retourne contre lui et il est obligé de la mener à terme.
L'attaque se déroule ainsi : le joueur jette les cinq dés et il va garder tous les dés ayant la même valeur que la valeur de l'attaque. S'il a un ou plusieurs dés ayant la valeur de l'attaque, il les met de côté et il relance les autres jusqu'à ce qu'un lancer ne fournisse aucun dé ayant la valeur de l'attaque. S'il arrive à obtenir les cinq dés avec la valeur de l'attaque, il peut alors les relancer à nouveau pour continuer l'attaque.
Il additionne ensuite les dés mis de côté pour déterminer le nombre de PDV que perd l'adversaire choisi.
Exemple : un joueur a une « attaque aux 4 »
Il décide d'attaquer le joueur A. Il lance les cinq dés. Il obtient deux 4, les met de côté, et relance les trois dés restants. Il obtient un 4, le mets de côté et relance les deux dés restants. Il ne fait aucun 4, l'attaque est terminée.
Il a donc trois 4 de côté : 3*4=12. Le joueur A perd donc 12 PDV.
Exemple 2 : un joueur a une « attaque aux 6 »
Il décide d'attaquer B. Il lance les cinq dés. Il obtient un 6, le met de côté et relance les quatre dés restants. Il obtient deux 6, les met de côté et relance les deux dés restants. Il obtient à nouveau deux 6 ; les cinq dés sont de côté, il peut donc tous les relancer. Il relance et obtient un 6, le met de côté et relance. Il ne fait aucun 6, l'attaque est terminée.
Il a donc six 6 de côté : 6*6=36. Le joueur B perd donc 36 PDV.
Exemple 3 : un joueur a une « attaque aux 3 »
Il lance les cinq dés. Comme il a oublié de préciser qui il voulait attaquer, l'attaque se retourne contre lui !
Il n'a fait aucun 3, l'attaque est terminée.
0*3=0. Il perd donc 0 PDV et il a bien de la chance !

### Mourir
Un joueur est en position de mourir quand ses PDV sont dans les négatifs. Si ses PDV sont à 0, il n'est pas franchement en bonne posture, mais il n'est pas en position de mourir. Pour éviter de mourir, un joueur qui est dans les négatifs doit impérativement, à son prochain tour de jeu, se régénérer de suffisamment de PDV pour repasser dans les positifs, ou au moins franchir la barre des 0 PDV. Si les PDV d'un joueur descendent plus bas que -6, celui-ci n'a plus aucune chance de revenir dans le jeu, le nombre de PDV maximum que l'on peut gagner en se régénérant étant de 6. Il peut néanmoins tenter de lancer une attaque suicide lors de son dernier tour de jeu (voir ci-dessous).
Lorsqu'un joueur est dans les négatifs, il a donc trois possibilités à son tour suivant :
- Essayer de se régénérer (faire 11 ou 24) et obtenir suffisamment de PDV pour repasser dans les positifs (ou au moins franchir la barre des 0 PDV)
- Faire une attaque suicide (faire plus de 24 ou moins de 11) et essayer de faire perdre des PDV à un adversaire en sachant que, après ce tour, il sera mort.
- Rater son attaque (faire entre 11 et 24), perdre encore plus de PDV, et quitter définitivement la partie.

## Mise en place et fin du jeu

### Mise en place
Déterminer le nombre de PDV initial.
Pour commencer la partie, chaque joueur va lancer les dés comme s'il essayait d'obtenir une attaque, en ne gardant que les résultats les plus élevés afin de déterminer son nombre de PDV initial.
Une fois cette formalité effectuée, le jeu peut commencer, chacun jouant à tour de rôle.

### Fin du jeu
S'il ne reste plus qu'une personne vivante à la fin, celle-ci a gagné. Cependant, comme il se doit de finir le tour de jeu, et il peut arriver que tout le monde meurt et qu'il n'y ait pas de gagnant !

## Règles additionnelles

### Mode Terminator
Un joueur revenu du monde des morts (c'est-à-dire ayant effectué une régénération alors que ses PDV étaient dans le négatif pour revenir à 0 PDV ou plus) devient insensible aux attaques aux 1. C'est un Terminator de niveau 1. Les autres joueurs n'ont plus le droit de le choisir comme victime de ces attaques.
Si un joueur revient une deuxième fois de la même manière, il est également immunisé contre les attaques aux 2 (Terminator de niveau 2). Et ainsi de suite…
Cependant, quel que soit le nombre de résurrections d'un joueur, l'attaque aux 6 sera toujours efficace contre lui. Ceci pour parer l'improbable mais toujours envisageable résurrection d'un joueur six fois dans la même partie qui ferait de lui un adversaire potentiellement indestructible.

### Mode Zombie
Si l'on joue une partie à 15 joueurs (par exemple) et que l'on meurt en premier, on risque fort de s'ennuyer pendant le reste de la partie.
Le mode zombie est fait pour remédier à cette situation.
Lorsqu'on est mort, on peut à chaque tour essayer de revenir en tant que Zombie. On jette un dé, sur un résultat de 5 ou 6, on revient dans la partie en tant que zombie, sinon, on reste mort.
Un Zombie n'a qu'un seul PDV, s'il le perd, il retourne immédiatement à la poussière (mais peut essayer de revenir au tour suivant).
Un Zombie doit choisir, avant d'essayer de faire une attaque, s'il va faire plus de 24 ou moins de 11.
Un Zombie ne peut pas gagner la partie, même si tous les autres joueurs sont morts.
Un Zombie ne sert à rien d'autre qu'à déranger les autres joueurs, et surtout à ne pas s'ennuyer, lui!

### Jets Mythiques
Les jets mythiques peuvent avoir lieu lors du premier jet de dés, lorsqu'on essaye d'obtenir une attaque.
- Si on n'obtient que des 5 et/ou des 6 ou que des 1 et/ou des 2, c'est un jet mythique positif. On gagne alors 1 PDV.
- Si on obtient que des 3 et/ou des 4, c'est un jet mythique négatif. On perd alors 1 PDV.

## Variantes
On peut jouer avec plus ou moins de cinq dés, en ajustant la valeur des chiffres visés (11 et 24).
- 1 dé : impossible
- 2 dés : impossible
- 3 dés :  9 et 12
- 4 dés : 10 et 18
- 5 dés : 11 et 24
- 6 dés : 12 et 30
- 7 dés : 13 et 36
- x dés : x+6 et (x*6)-6

## Probabilités
En utilisant un algorithme de parcours d'arbre, il est possible de compter le nombre de branches par score d'attaque ou PDV perdus. Quel que soit le nombre de dés utilisés pour le jeu, les probabilités donnent raison à la même stratégie pour augmenter ses chances d'attaquer, et limiter le nombre de PDV perdus. Cette stratégie consiste simplement à ne garder que les un et les six, en fonction de la décision prise lors du premier lancer. La décision du premier lancé se prend en comparant le nombre de un et des six, puis, s'il n'y en a pas, de deux et de cinq, puis, s'il n'y en a pas, de trois et de quatre. On choisit de garder les un (ou le dé avec la plus faible valeur), si le nombre de un est plus grand que le nombre de six, où, en l'absence de un et de six, si le nombre de deux est plus grand que le nombre de cinq, et ainsi de suite avec les trois et les quatre en l'absence de deux et de cinq. Ensuite on ne gardera que les un ou les six, ou le dé de plus faible ou plus grande valeur en l'absence de un ou de six.